# Jaroslav Papoušek
Jaroslav Papoušek, né le 12 avril 1929 à Veliki Bočkov (Tchécoslovaquie, actuellement Ukraine) et mort le 17 août 1995 à Prague, est un artiste peintre, sculpteur, écrivain et réalisateur tchèque.

## Biographie
Il amorce une carrière de sculpteur, mais bifurque vers l'écriture de scénarios pour Miloš Forman et Ivan Passer.  Après 1968, il passe derrière la caméra pour réaliser des films à partir de ses propres scénarios.
En 1969, Le Plus Bel Âge (Nejkrásnější věk), avec Hana Brejchová (qui joue l'héroïne dans Les Amours d'une blonde), raconte les difficultés rencontrées par une jeune mère posant pour les étudiants des beaux-arts dans l'espoir d'échapper aux déceptions de sa vie conjugale.

## Filmographie

### Scénariste
Outre les films suivants, Jaroslav Papoušek est scénariste des films qu'il réalise.
- 1963 : L'As de pique de Miloš Forman
- 1965 : Éclairage intime de Ivan Passer
- 1965 : Les Amours d'une blonde de Miloš Forman
- 1967 : Au feu, les pompiers ! de Miloš Forman

### Réalisateur
- 1969 : Le Plus Bel Âge (Nejkrásnější věk)
- 1970 : Ecce homo Homolka
- 1971 : Hogo fogo Homolka
- 1972 : Homolka a tobolka
- 1974 : Televize v Bublicích aneb Bublice v televiz
- 1977 : Konečně si rozumíme
- 1974 : A Woman for Three Men (Žena pro tři muže)
- 1984 : Cesta kolem mé hlavy
- 1985 : Všichni musí být v pyžamu